# Montrose, Victoria
Montrose är en ort i Australien. Den ligger i kommunen Yarra Ranges och delstaten Victoria, omkring 34 kilometer öster om delstatshuvudstaden Melbourne. Antalet invånare är 6 465.
Runt Montrose är det ganska tätbefolkat, med 222 invånare per kvadratkilometer.. Närmaste större samhälle är Boronia, nära Montrose.